# Oligonychus uruma
Oligonychus uruma är en spindeldjursart som beskrevs av Ehara 1966. Oligonychus uruma ingår i släktet Oligonychus och familjen Tetranychidae. Inga underarter finns listade i Catalogue of Life.